# Galvanometro a corda
Il galvanometro a corda o galvanometro di Einthoven fu il primo elettrocardiografo di uso clinico. Fu inventato dal medico olandese di origine ebraica Willem Einthoven intorno al 1901 all'Università di Leiden, dove egli era professore di fisiologia: lo strumento permetteva di ottenere la registrazione dalla superficie del corpo dei potenziali elettrici generati dal cuore.
Nel 1924, per “la scoperta del meccanismo dell'elettrocardiogramma”, fu assegnato ad Einthoven il Premio Nobel.

## L'invenzione
Il primo elettrocardiogramma di superficie del cuore umano era stato già registrato sperimentalmente da Augustus Waller nel maggio 1887 al St. Mary Hospital di Londra. Si trattava di un tracciato di scarsa qualità con due sole deflessioni, impresso su pellicola fotografica. Era stato ottenuto utilizzando un altro strumento, l'elettrometro capillare al mercurio, inventato da Gabriel Lippmann nel 1873.

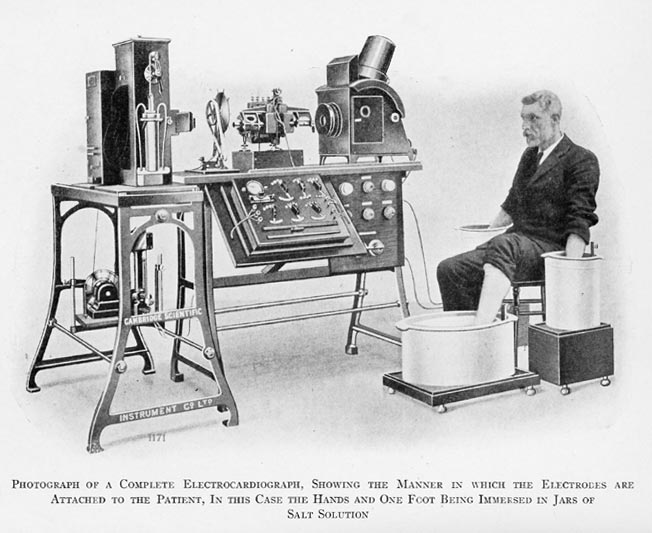
L'elettrocardiografo a corda di Willem Einthoven

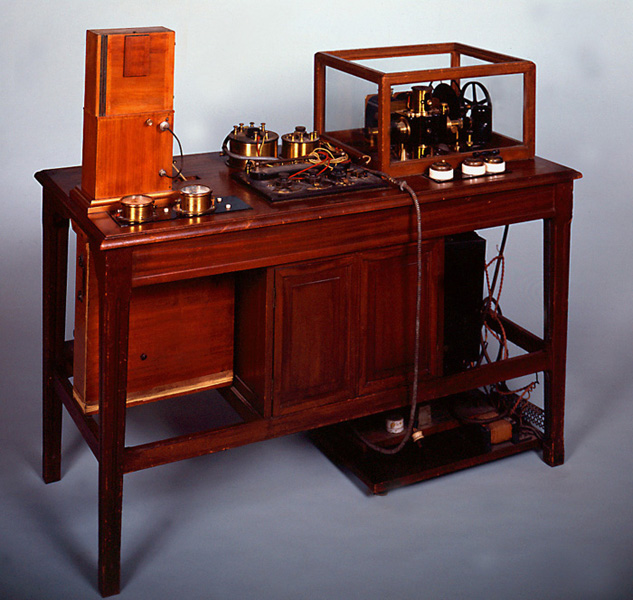
Elettrocardiografo a corda di Einthoven realizzato intorno al 1918-1920

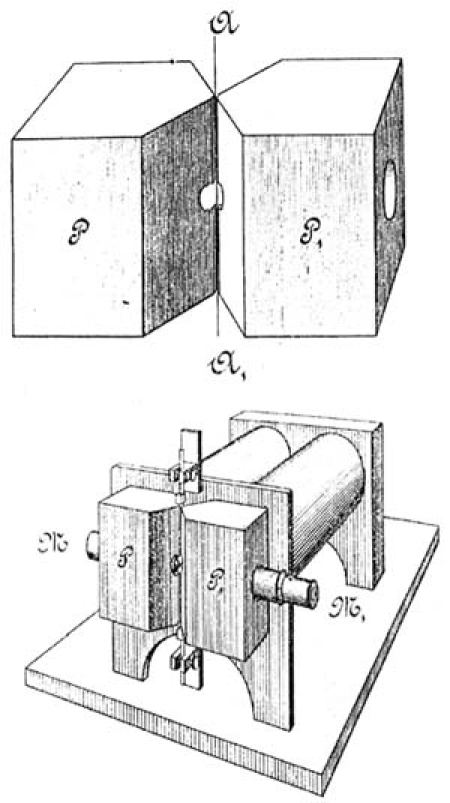
Schema del galvanometro di Einthoven - 1903

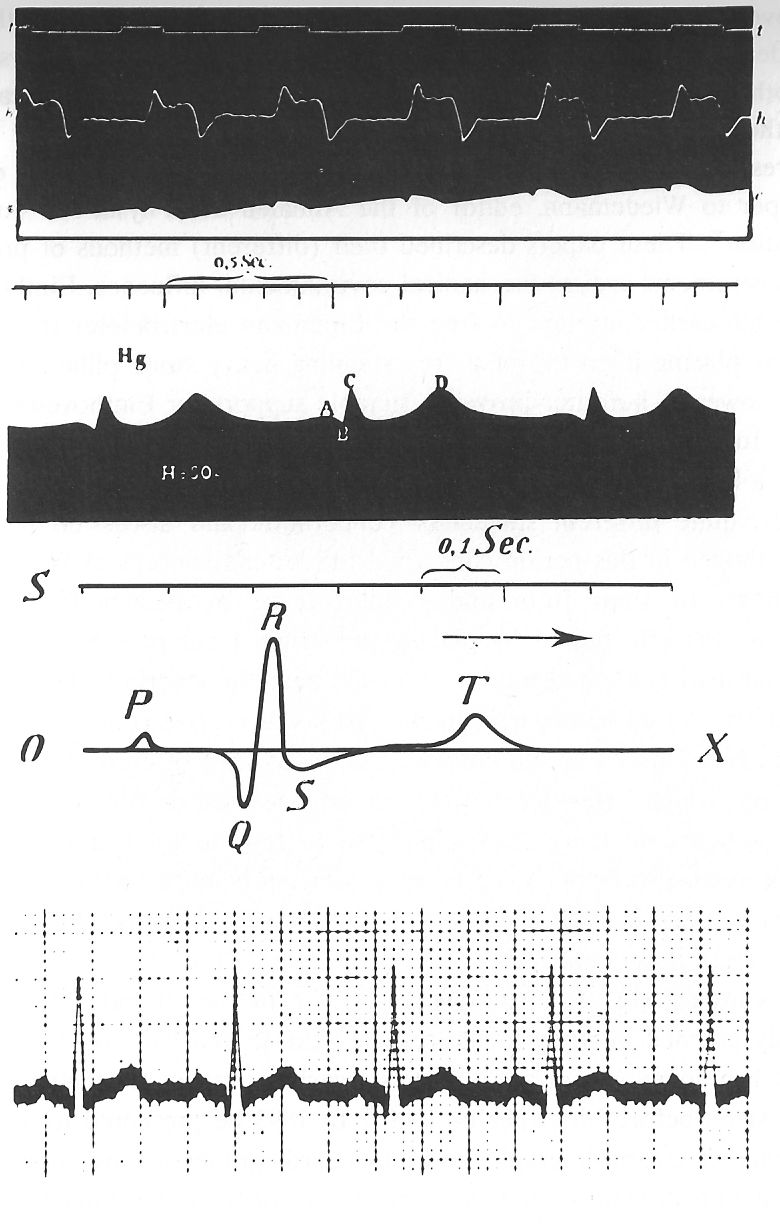
Ecg registrato da Waller e da Einthoven a confronto. Nella traccia superiore il marcatempo, l'apicocardiogramma e l'elettrocardiogramma di Waller (linea di confine tra il bianco e il nero; nella traccia in basso l'elettrocardiogramma di Einthoven su fondo millimetrato

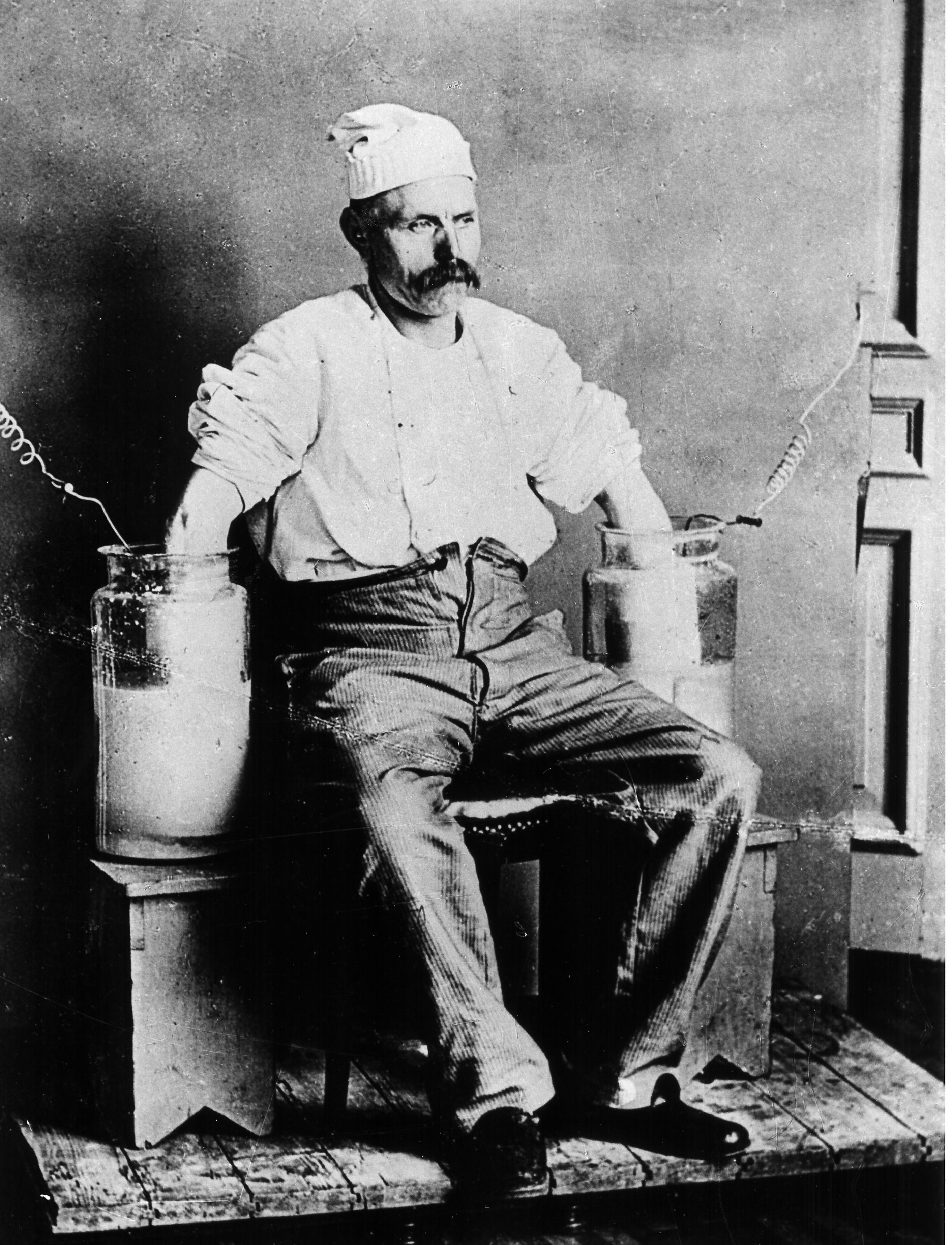
Gli elettrodi del galvanometro

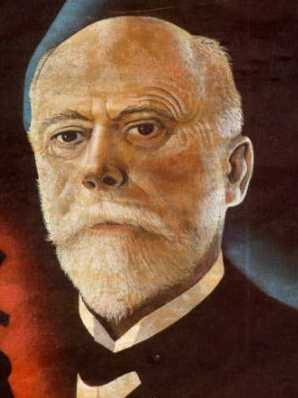
Willem Einthoven

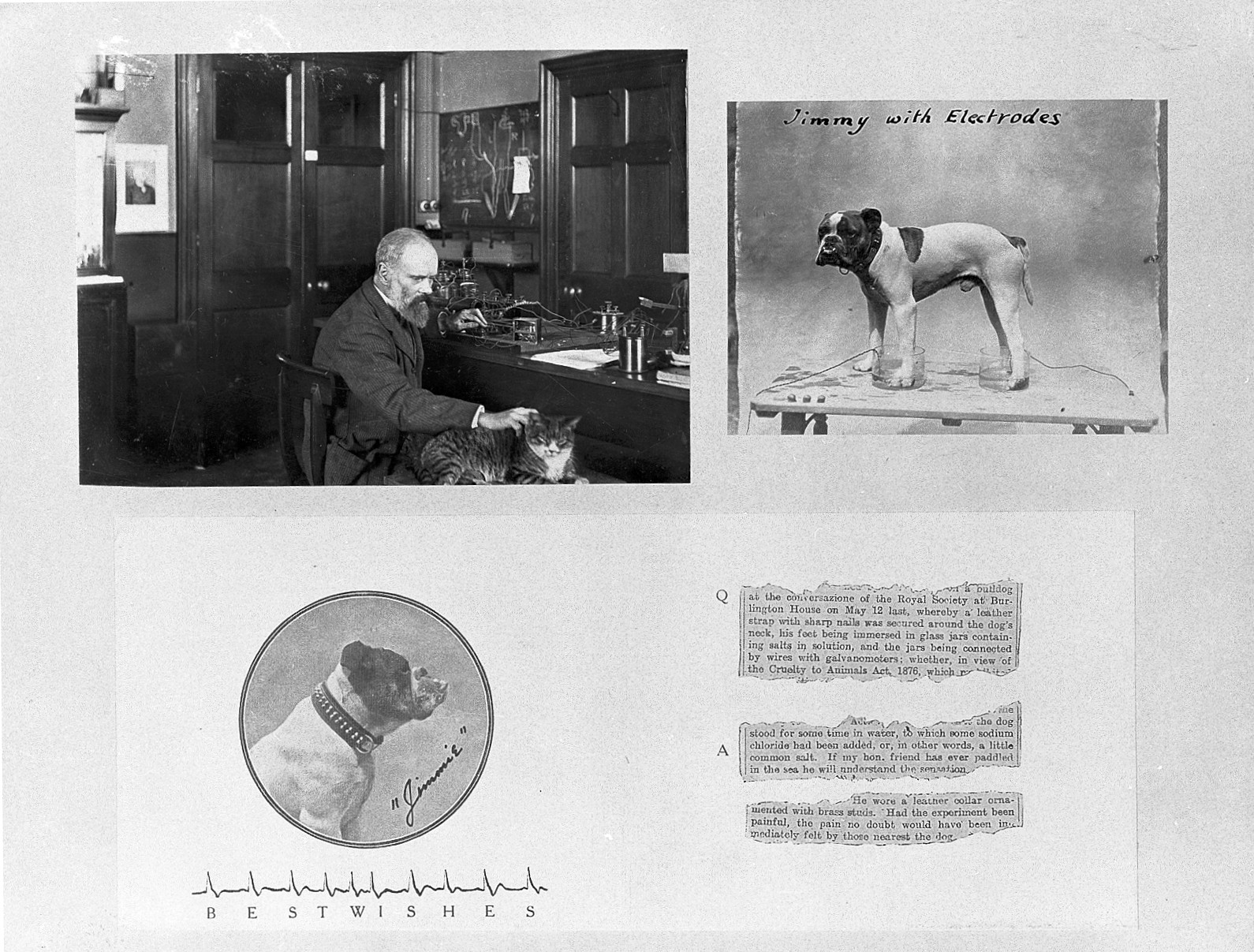
Augustus Desiré Waller nel suo laboratorio. Il cane Jimmy

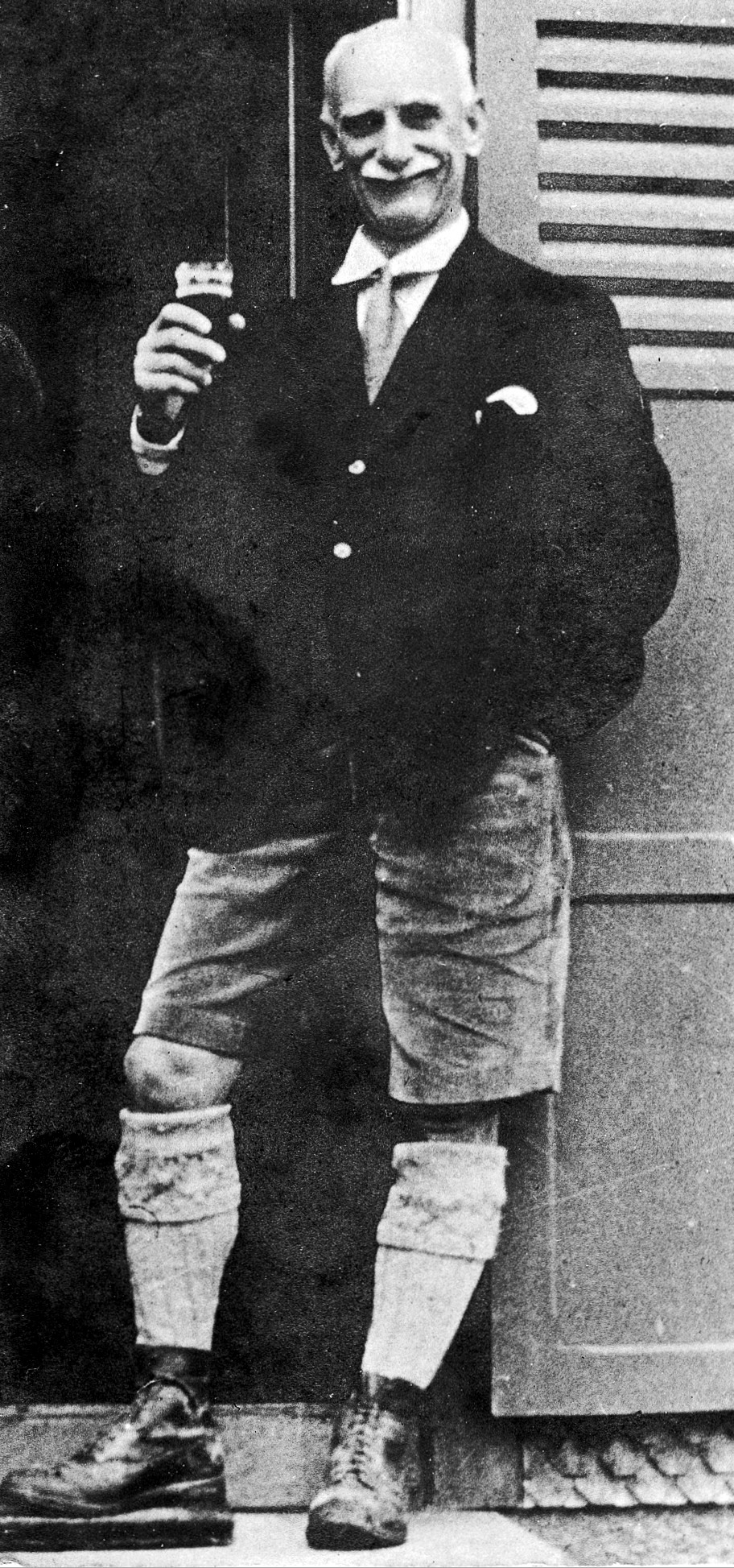
Sir Thomas Lewis

Nel 1901 Einthoven aveva pubblicato una prima descrizione sommaria dello strumento in un articolo intitolato "Un nouveau galvanomètre". Nel 1903 descrisse dettagliatamente quello che chiamò galvanometro a corda nell'articolo "Die galvanometrische Registrirung des Elektrokardiogramms, zugleich eine Beurtheilung der Anwendung des Capillar-Elektrometers in der Physiologie".
Einthoven aveva ampie conoscenze in fisica e conosceva gli studi del 1882 di Jacques-Arsène d'Arsonval e di Marcel Deprez, che avevano ideato un galvanometro con magnete permanente fisso e una bobina in movimento nel campo magnetico (galvanometro a bobina mobile), più sensibile di quelli precedenti di André-Marie Ampère o di William Thomson in cui il magnete era centrale e mobile e la bobina esterna e fissa (strumento a ferro mobile).
Einthoven ricordava il consiglio del suo maestro Johannes Bosscha di utilizzare come elemento mobile un ago sostenuto da un filo di seta. Inoltre Einthoven conosceva le esperienze dell'ingegner Clément Ader; sulla trasmissione dei segnali elettrici nei cavi sottomarini: durante questi studi Ader aveva ideato per la prima volta un galvanometro a corda. Per mezzo di questo cercava di risolvere il problema della identificazione di correnti elettriche di bassissima intensità, che non erano sufficienti a mettere in movimento un avvolgimento posto all'interno di un campo magnetico: egli ridusse allora l'elemento sensibile al minimo, cioè ad un unico filo.
Il Galvanometro a corda di Ader era costituito da un filo metallico dello spessore di 20 micron. Lo stesso problema di Ader - l'ideazione di uno strumento molto sensibile e con rapida risposta - era al centro delle ricerche di Einthoven. La sfida era di ottenere un filo di inerzia ancora minore per aumentare la sensibilità dello strumento (la sua «corda» di quarzo argentato sarà 20 volte più sottile). La massa e l'inerzia del filo di Ader erano invece ancora troppo elevate per la misura dei potenziali elettrici umani. Attualmente c'è accordo tra gli storici della Scienza sulla attribuzione dell'invenzione del Galvanometro a corda, come strumento di misura dei potenziali elettrici cardiaci, a Willem Einthoven, sia perché il progetto è diverso, sia perché il galvanometro di Ader non era ideato come strumento di misura ma come un elemento nei circuiti di telecomunicazione. Lo stesso Einthoven riportò gli studi di Ader nel suo primo articolo sull'elettrocardiografo.

## Cronologia

### 1791
Luigi Galvani pubblica le sue esperienze sulle rane e sulla scoperta dell'«elettricità animale» nello storico Commentario in latino. Il nome di Galvani è stato utilizzato per indicare lo strumento che traduce la corrente elettrica in un momento magnetico.

### 1825
Leopoldo Nobili inventa il galvanometro astatico, in cui due aghi magnetici paralleli, ma di polarità opposta e solidali, ruotano uno all'interno e l'altro all'esterno di una bobina. L'ago magnetico esterno è quello indicatore. Il sistema mirava ad annullare l'effetto del campo magnetico terrestre.

### 1844
Carlo Matteucci conferma le esperienze di Galvani sull'elettricità presente nei sistemi viventi e pubblica il “Traité des phénomènes électro-physiologiques des animaux suivi d'études anatomiques sur le systhème nerveux et sur l'organe électrique de la torpille par Paul Savi”. Egli utilizza, come rivelatore di corrente, un elettrometro per così dire naturale: la «zampa galvanoscopica». Si trattava di un preparato della coscia di una rana lasciata in connessione con il nervo sciatico (nervo motore); quando si metteva in contatto il nervo sciatico con un oggetto elettrizzato la zampa si contraeva.

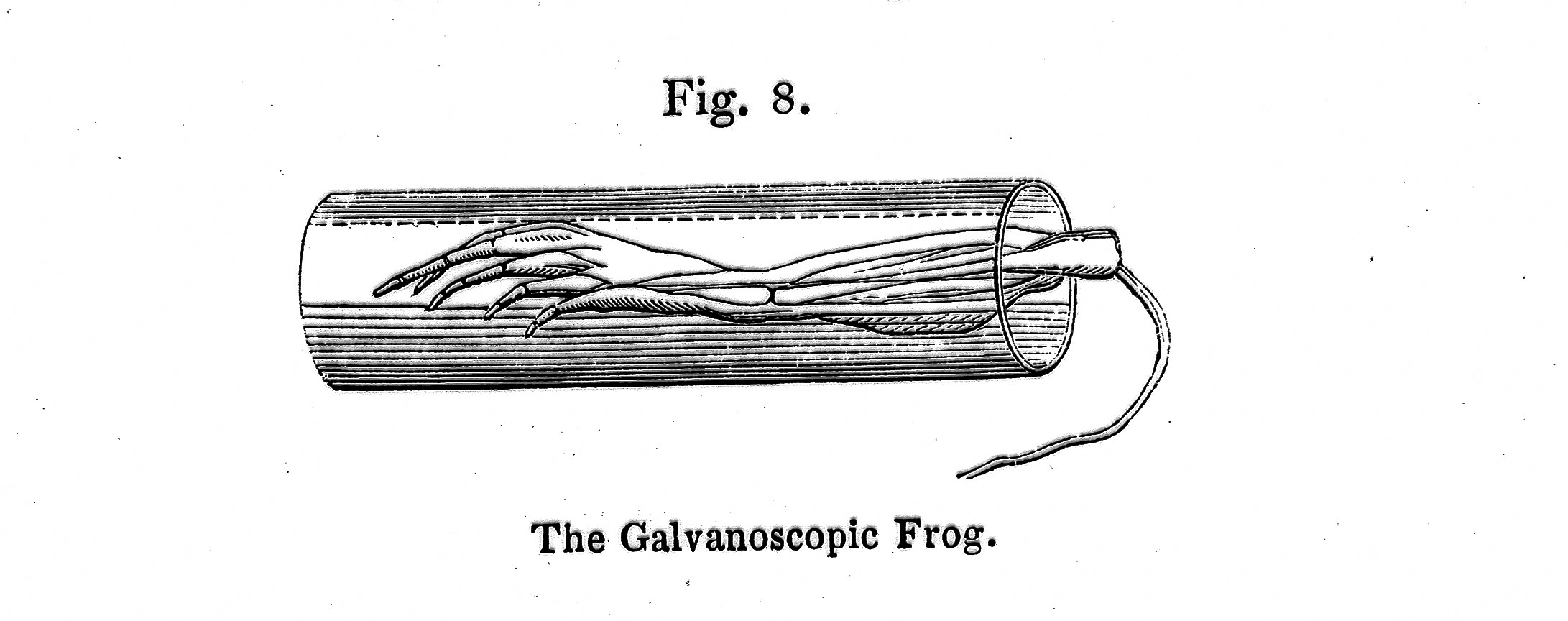
la zampa di rana galvanoscopica di Carlo Matteucci
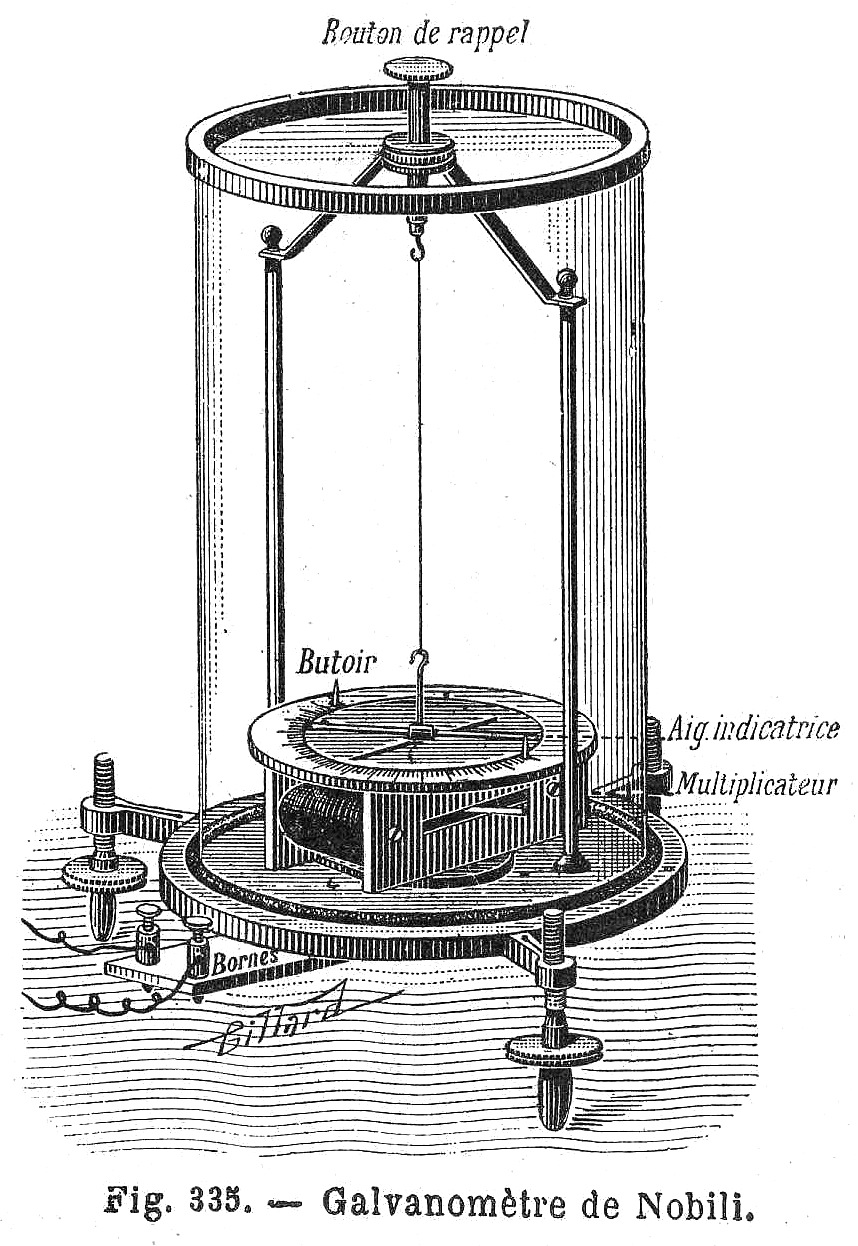
Galvanometro astatico di Nobili
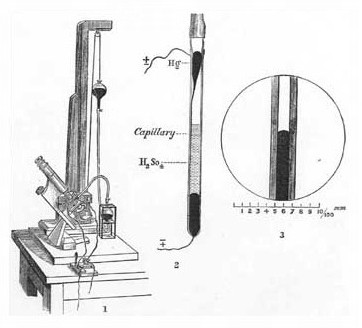
elettrometro capillare a mercurio di Lippmann
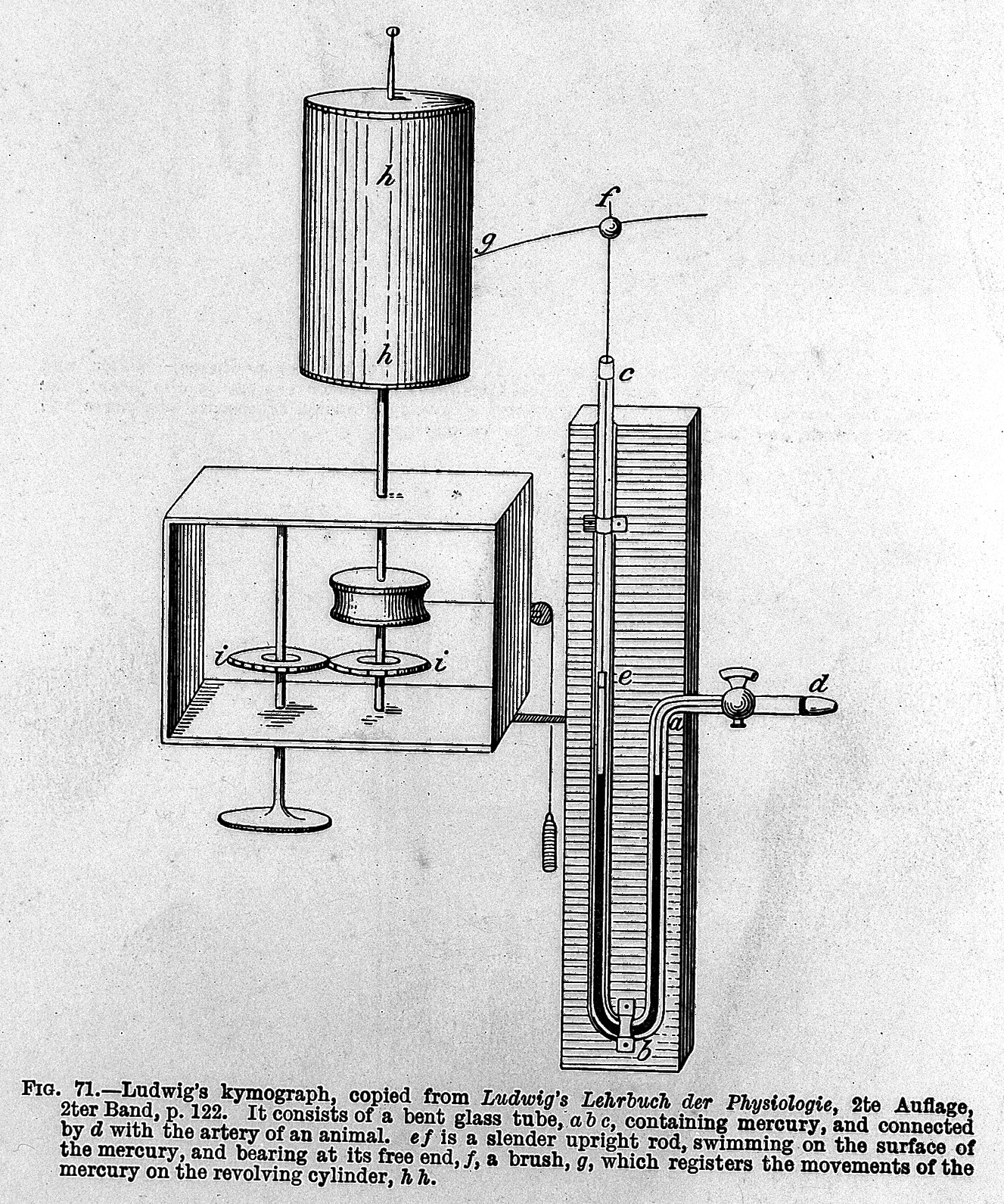
Chimografo di Karl Ludwig
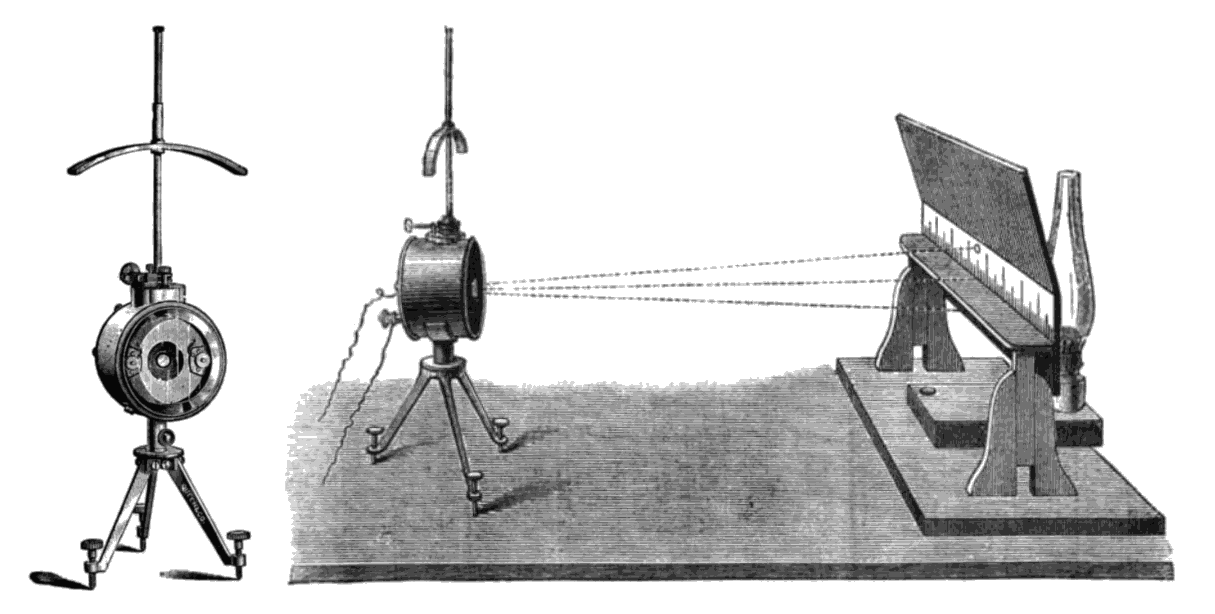
galvanometro a specchio di Thompson
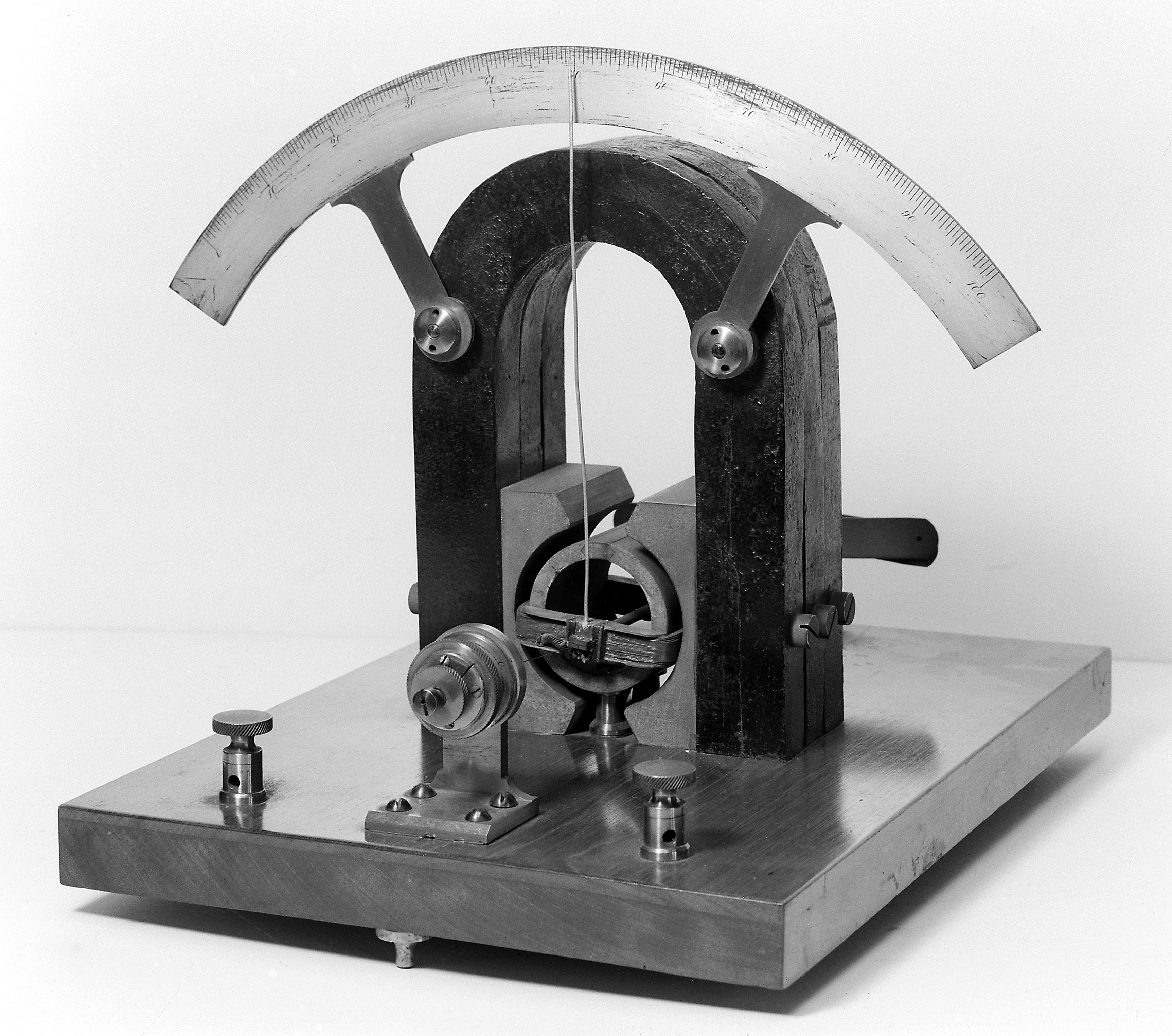
Galvanometro di D’Arsonval a bobina mobile
Triangolo di Einthoven
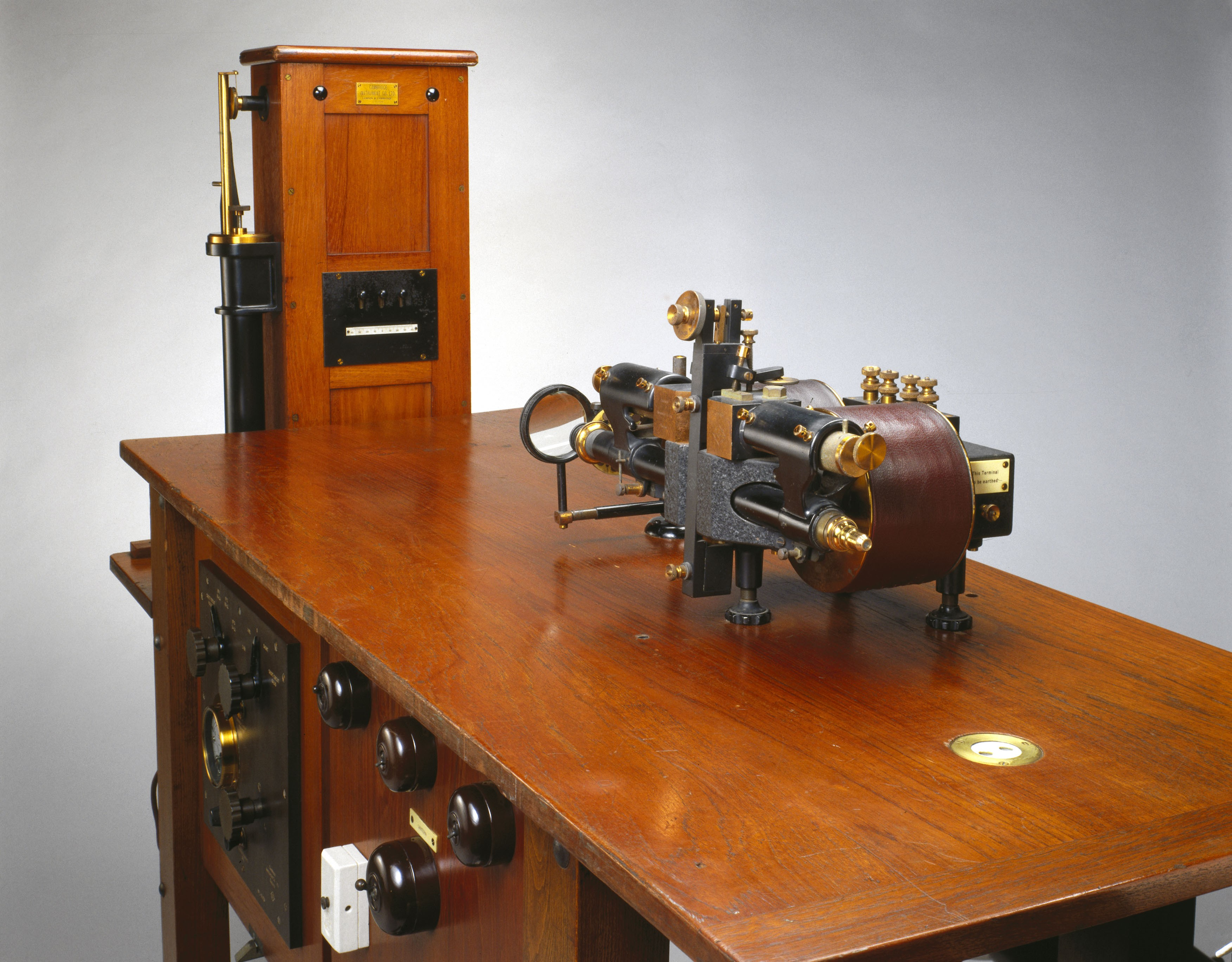
Elettrocardiografo a corda utilizzato da Thomas Lewis, Cambridge

### 1856
Rudolf Albert von Kölliker e Johannes Peter Müller casualmente espongono il preparato coscia-nervo sciatico della rana ad un preparato anatomico di rana a torace aperto e con cuore battente e scoprono che il muscolo della rana si contrae in sincrono con il cuore: per la prima volta viene dimostrata la presenza di attività elettrica cardiaca.

### 1870
Il registratore a sifone di William Thomson è utilizzato nel Bartholomew's Hospital da Alexander Muirhead intorno al 1870: probabilmente, con questo strumento, è stato il primo a registrare un elettrocardiogramma. William Thomson (Lord Kelvin) aveva progettato prima il «galvanometro a specchio» e poi il «registratore a sifone» per risolvere il problema della debolezza dei segnali elettrici dei cavi sottomarini transatlantici. Questi sistemi di registrazione furono una grande novità nel campo della telegrafia. Il galvanometro a specchio aveva uno specchietto fissato alla bobina elettromagnetica; esso deviava un fascio luminoso che poi colpiva, amplificando il segnale, la lastra fotografica. Un altro espediente per diminuire l'attrito della penna scrivente sulla carta del telegrafo fu quello di fissare alla bobina, al posto dello specchio, un tubo capillare, che si riforniva di inchiostro da un serbatoio, e lo lasciava cadere sul nastro di carta senza contatto. L'effetto veniva migliorato caricando elettricamente l'inchiostro (una macchina elettrostatica era collegata con un polo al serbatoio dell'inchiostro e con l'altro al supporto metallico che sosteneva il nastro di carta, come avviene nelle attuali stampanti a getto d'inchiostro).

### 1873
Gabriel Lippmann pubblica l'invenzione dell'elettrometro capillare a mercurio nel laboratorio Kirchoffs a Berlino. Lo strumento è costituito da un tubicino capillare riempito in parte di mercurio e in parte di acido solforico, che galleggiava al di sopra. La colonnina di mercurio collegata con un conduttore alla superficie del corpo era attraversata dalla corrente e subiva delle contrazioni e dilatazioni. Il movimento (come anche nel galvanometro a corda) veniva ingrandito da un microscopio e registrato su lastra fotografica. Lippmann prese il Premio Nobel per la fisica nel 1906

### 1876
Étienne-Jules Marey ottiene la prima registrazione intracardiaca dell'attività elettrica del cuore nell'animale utilizzando l'elettrometro capillare e, per la registrazione grafica, il chimografo a penna di Carl Ludwig. In seguito, nel 1881, sostituisce il chimografo con uno strumento di sua invenzione per la registrazione per mezzo di un fascio di luce su un supporto fotografico

### 1887
Augustus Desiré Waller, utilizzando l'elettrometro capillare di Lippmann, un fascio di luce e una lastra fotografica, ottiene la registrazione dell'attività elettrica cardiaca dalla superficie del torace dell'uomo al St Mary's Hospital di Londra. Insieme a quello di Muirhead del 1870, già citato, è tra i primi elettrocardiogrammi e comunque è il primo elettrocardiogramma eseguito con finalità fisiologiche e cliniche. Lo scienziato con questo metodo registrò anche l'elettrocardiogramma del suo cane Jimmy. Waller coniò il nome di «elettrogramma». Pur essendo il vero pioniere dell'elettrocardiografia, egli non ne previde l'esplosivo sviluppo dei decenni successivi, ritenendola un'indagine di rara applicazione pratica, probabilmente influenzato dalla grandezza e dalla complessità della macchina. Nel corso degli anni Waller riconobbe la superiorità del galvanometro a corda di Einthoven e si convinse ad abbandonare l'elettrometro capillare, con il quale condusse le ultime ricerche.

### 1893
André-Eugène Blondel, professore di tecnologia elettrica all'Ecole des Mines sviluppa il primo oscillografo elettromeccanico per uso pratico

### 1895
Dal 1895 Willem Einthoven conduce le sue registrazioni con l'elettrometro capillare di Lippmann. Egli era particolarmente infastidito, oltre che dalla lenta risposta al segnale elettrico, anche dalla esasperante sensibilità dell'apparecchio alle vibrazioni ambientali, tanto più che il suo laboratorio si trovava in un edificio con una struttura in travi di legno ed era adiacente ad una strada trafficata da carri. Negli anni successivi, rifacendosi agli studi di Bosscha e Ader, progetta e costruisce il suo galvanometro a corda.

### 1897
Clément Ader pubblica le conclusioni dei suoi studi sul galvanometro a corda che per primo aveva costruito negli anni precedenti.

### 1908
La Cambridge Scientific Instrument Company di Londra inizia a produrre un modello migliorato del Galvanometro a corda.

## Descrizione
Il galvanometro di Einthoven era costituito da un elettromagnete: tra i due poli di esso era teso un filo di quarzo ricoperto da un metallo conduttore. Einthoven provò che il metallo migliore era l'argento. Le correnti di bassissima intensità prodotte dal cuore, e raccolte alla superficie del corpo, erano convogliate attraverso il filo di quarzo argentato immerso a sua volta nel campo magnetico costante. Il filo attraversato dalla corrente induceva un campo di forza variabile, dipendente dai potenziali del cuore che variavano nel tempo. L'interazione dei due campi magnetici provocava la deflessione del filo sul suo asse.
Il filo di quarzo argentato era chiuso in un tubo di ottone.
Un congegno ottico rivelava l'entità della deflessione (che era proporzionale alle correnti del cuore): era costituito da un fascio di luce, prodotto da una sorgente e da lenti; era simile alla sorgente luminosa usata nel microscopio ottico. Il fascio di luce attraversava dei fori praticati nelle estremità del magnete e colpiva il filo di quarzo. L'ombra del filo era messa a fuoco su una lastra fotografica che si muoveva con velocità costante. Così veniva registrata una traccia. Essa rappresentava le variazioni di potenziale nel tempo delle correnti del cuore: l'elettrocardiogramma.
Einthoven perfezionò via via lo strumento affrontando grossi problemi tecnici. Il miglioramento dello strumento impegnò lo scienziato per venti anni.
Innanzitutto inventò un metodo per produrre il filo di quarzo argentato. Egli sapeva, avendo usato inizialmente l'elettrometro capillare di Lippmann, che il sistema doveva avere una elevata resistenza interna, elevata sensibilità e rapida risposta, e doveva essere stabile. Pensò di utilizzare un supporto di quarzo, che non è un conduttore elettrico, ma ha massa bassa e quindi bassa inerzia. Fondendo il quarzo ottenne un filo dello spessore di 7 micron (in seguito arrivò a 2,1), che rendeva uniforme mettendolo in tensione tra i due capi di un arco e stirandolo poi con una freccia. Successivamente era necessario ricoprire il filo con un materiale conduttore; scelse l'argento. Realizzò lui stesso uno strumento a camera all'interno della quale spruzzava particelle di argento puro sul filo.
Un altro problema tecnico era fabbricare un grosso magnete che producesse un campo potente e stabile. L'ingegner Ader aveva usato dei magneti fissi, che però non consentivano una sufficiente sensibilità. L'elettromagnete costruito finalmente da Einthoven era sufficientemente potente, ma si scaldava molto, e fu necessario avvolgerlo in una camera di raffreddamento ad acqua fredda corrente.
Anche la costruzione del sistema di registrazione non fu semplice. Einthoven utilizzò una forte lampada ad arco, che aveva lo svantaggio di essere ingombrante e di dover essere regolata in maniera continua, ma produceva una luce adatta ad impressionare la lastra fotografica. La lastra fotografica era lasciata scivolare dall'alto; per ottenere una velocità di scorrimento costante era sostenuta da un pistone che scendeva lentamente in un cilindro pieno d'olio.
Sulla lastra fotografica veniva impressa l'ombra del filo di quarzo argentato: inoltre per avere un riferimento sia degli intervalli di tempo (in ascissa), sia della differenza di potenziale (in ordinata), era necessario imprimere contemporaneamente sulla lastra dei marker. Einthoven pose davanti alla lastra una lente cilindrica che ruotava solidalmente e lasciava sulla lastra i marker di riferimento del voltaggio.
I marker segnatempo erano invece ottenuti proiettando sulla lastra l'ombra dei raggi di una ruota di bicicletta che girava alla velocità opportuna. Il movimento era dato da un motore a molla, che faceva vibrare una specie di diapason.
Particolarmente curiosi erano gli elettrodi. Erano costituiti da catini riempiti di acqua e sale (per migliorare la conduzione) nei quali venivano immersi gli arti del paziente. Solo nel 1926 furono introdotti degli elettrodi adesivi.
Il galvanometro a corda ideato da Einthoven era quindi un imponente strumento del peso di circa 270 kg, occupava due stanze e, per farlo funzionare, erano necessarie cinque persone. Di conseguenza non era trasportabile e richiedeva un ambiente protetto dalle vibrazioni e dai campi elettromagnetici. È da notare comunque che la sensibilità e la pulizia delle tracce ottenute con il galvanometro a corda costruito dal fisiologo tedesco può essere ancora oggi considerata pregevole.

## Iltelecardiogramma
Einthoven riteneva che il suo galvanometro sarebbe stato di grande utilità nella diagnosi delle malattie del cuore, anche se nei primi anni molti furono i suoi detrattori. Il pregio maggiore era che forniva una registrazione immediata e rapidamente interpretabile dell'attività elettrica cardiaca.
Egli pensò quindi di introdurlo nella pratica clinica, ma dovette superare il problema tecnico, non di poco conto all'epoca, di trasmettere i segnali elettrici dall'Ospedale di Leiden al suo laboratorio, dove era collocato l'ingombrante galvanometro a corda. La distanza era di circa un miglio. Einthoven utilizzò un cavo telefonico su suggerimento del suo vecchio maestro Johannes Bosscha. La nuova applicazione a distanza del galvanometro fu descritta nell'articolo del 1906 “Le Télécardiogramme” pubblicato negli Archives Internationales de Physiologie.
I fili erano contenuti in uno speciale cavo di piombo sotterraneo. I costi per la strumentazione e per il pagamento della locale Società Telefonica per l'uso del cavo furono suddivisi a metà tra l'Università e il Dipartimento di Medicina dell'Ospedale. La collaborazione durò solo pochi anni perché, ad un certo punto, il Direttore del Dipartimento di Medicina prof. Nollen, probabilmente irritato dalla notorietà che Einthoven acquistava, rifiutò la collaborazione e il progetto si interruppe.

## I primi tentativi di interpretazione dei tracciati
Sia nell'articolo “Le Télécardiogramme” del 1906, sia nel successivo del 1908, intitolato “Weiteres űber das Elektrokardiogramm”, venivano descritte le importanti applicazioni pratiche dell'elettrocardiografo: per la prima volta venivano illustrati i tracciati con le alterazioni elettriche dell'ipertrofia ventricolare, le extrasistoli, il blocco atrio-ventricolare, la P mitralica.
Einthoven pose le basi anche per l'interpretazione del fenomeno elettrico registrato occupandosi di standardizzare le modalità di registrazione: inventò le tre derivazioni degli arti D1, D2 e D3. I primi medici ad occuparsene avrebbero preferito usarne solo una (braccio destro-braccio sinistro) ritenendo confondente usarne tre. In realtà il sistema delle tre derivazioni (detto Triangolo di Einthoven equilatero) fu codificato ed è in uso ancora oggi. 
Waller aveva indicato le onde con le prime lettere dell'alfabeto (ABCD), Einthowen preferì usare le lettere centrali dell'alfabeto (PQRST) secondo l'uso dei fisici, nomenclatura conservata ancora oggi. Nella figura di confronto dei tracciati riportata, Einthoven mise a confronto anche i nomi delle onde.
L'interpretazione clinica delle aritmie che Einthovem registrava (ad esempio aveva registrato anche la (fibrillazione atriale) non fu approfondita dallo scienziato. Questo importantissimo passo successivo sarà compiuto da Sir Thomas Lewis. I due scienziati erano in certo senso complementari: Einthoven era un fisiologo con grande cultura in fisica e matematica, Sir Thomas Lewis era un medico e ricercatore clinico.

## La produzione industriale del Galvanometro a corda
Il primo tentativo di commercializzare il galvanometro a corda fu fatto da Edelman già nel 1903; egli promise ad Einthoven una royalty di 25 dollari per ogni apparecchio venduto. In seguito, con grande disappunto dello scienziato, negò ad Einthoven il pagamento sia perché seppe dello strumento simile precedentemente progettato dall'ingegner Ader, sia perché aveva apportato sostanziali modifiche al galvanometro. Ad esempio aveva migliorato il magnete, sostituendolo con uno più piccolo, ma più potente, che non scaldava e non aveva bisogno del sistema di raffreddamento.

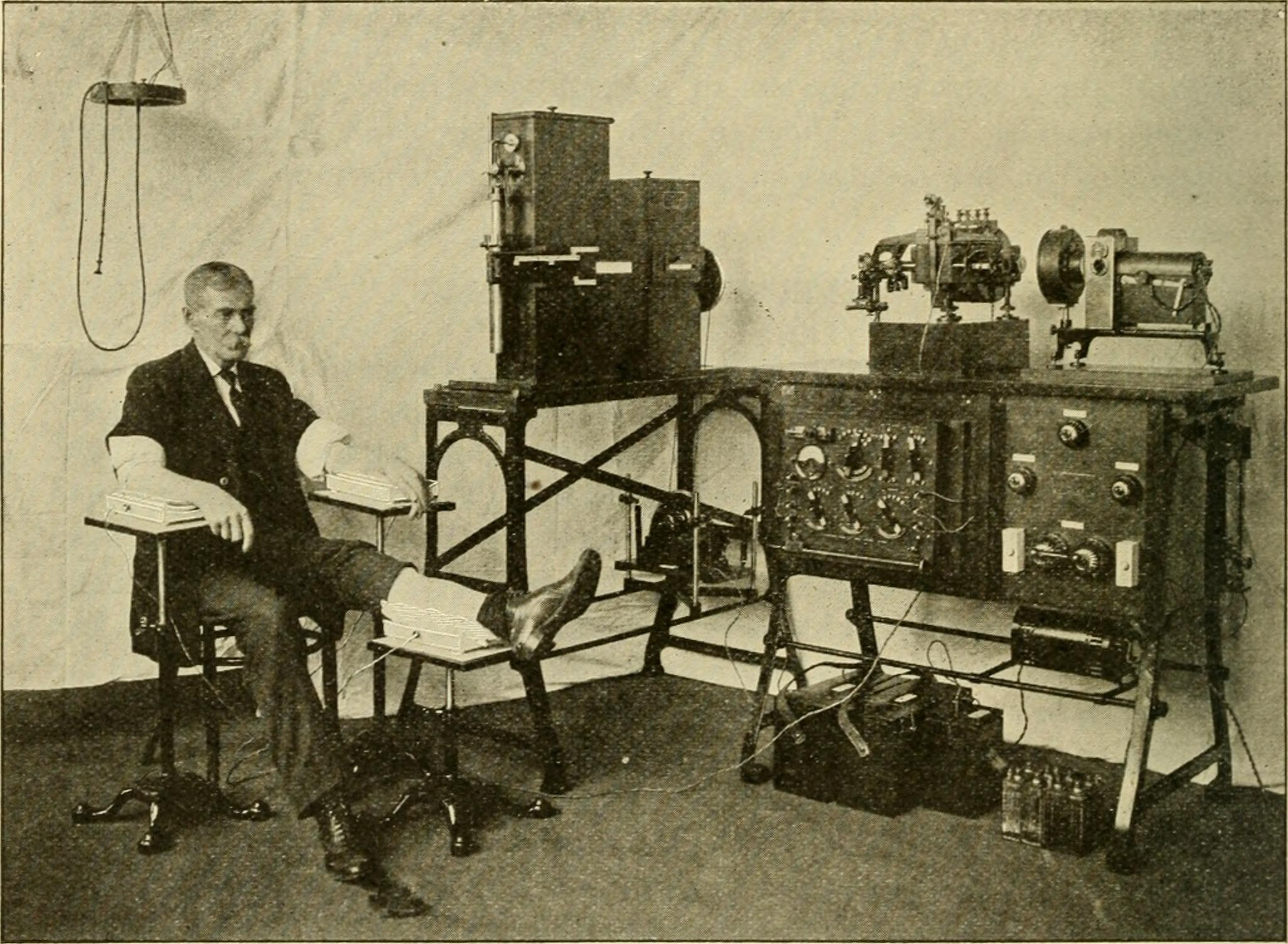
Elettrocardiografo prodotto dalla Cambridge Scientific Instrument Company, 1918

In seguito Einthoven si rivolse alla Ditta inglese Cambridge Scientific Instrument Company di Londra, fondata da Horace Darwin (figlio di Charles Darwin). La Ditta aspettò fino al 1908 prima di costruire i primi esemplari da mettere in commercio, il cui progetto tra l'altro era stato modificato dall'ingegner William Du Bois Duddel. Il primo elettrocardiografo fu consegnato a E. A. Schäffer di Edimburgo.
Nel 1911 Sir Thomas Lewis ricevette in prestito dalla Cambridge Scientific Instrument Company un modello dello strumento, che fu sistemato nel sotterraneo dell'University College di Londra. Lewis lavorò molti anni con l'elettrocardiografo fondando l'elettrocardiografia e l'aritmologia clinica. Nel 1930 Lewis abbandonò l'elettrocardiografia ritenendo che non ci fosse nient'altro da scoprire. A quel punto propose di restituire l'elettrocardiografo, che non era stato mai pagato, alla ditta produttrice. Alla fine però riuscì a convincere l'University College Hospital Medical School a trattenerlo pagando alla ditta una cifra simbolica.
Nel 1924 l'azienda produttrice modificò il nome in Cambridge Instrument Company. In dieci anni dal primo modello erano stati prodotti 35 esemplari del Galvanometro di Einthoven. In seguito la Cambridge Instrument aprì anche negli Stati Uniti, dove produsse un modello modificato in collaborazione con C. B. Williams della Columbia University.
Einthoven, negli ultimi anni di vita (morì nel 1927), perfezionò ulteriormente il suo galvanometro rendendolo ancora più sensibile. Utilizzò dei fili con inerzia ancora inferiore e tesi nel vuoto, tanto da essere influenzati anche dai moti browniani delle particelle. Questi perfezionamenti permettevano di registrare anche i potenziali elettrici più piccoli delle fibre nervose del sistema simpatico negli animali.
La dimensione della macchina restava il vero problema. La Cambridge Instrument Company nel 1932 produsse uno strumento più leggero, del peso di 36 kg, montato su un carrello facilmente trasportabile, che fu chiamato All-electric Hindle Electrocardiograph. Erano stati migliorati l'elettromagnete e il sistema scrivente, sostituito con un tamburo rotante motorizzato che trasportava la pellicola. Per indicarne la facilità d'uso la pubblicità recitava: The nurse just closes the switch, ossia "L'infermiera si limita ad azionare l'interruttore".